# Minions (personagens)
Os minions (português brasileiro) ou mínimos (português europeu) são uma espécie masculina de criaturas amarelas fictícias que aparecem na franquia Despicable Me (Meu Malvado Favorito no Brasil; Gru - O Maldisposto em Portugal) da Illumination. Eles são caracterizados por seu comportamento infantil e sua linguagem, que é em grande parte ininteligível.
Os Minions servem como mascotes oficiais da Illumination e também foram descritos pelo The New York Times como "ícones corporativos" para a Comcast nos anos desde a compra em 2013 da empresa-mãe da Illumination, a NBCUniversal; semelhante a Mickey Mouse para The Walt Disney Company.
Kevin, Stuart e Bob são três dos minions mais conhecidos, que aparecem como estrelas no filme Minions (2015) e sua sequência Minions: The Rise of Gru (2022). Muitos outros Minions são mencionados pelo nome nos filmes e outras mídias da franquia. Eles foram criados pelo diretor de arte Eric Guillon, que trabalhou em vários filmes da Illumination.

## Características
Os Minions são criaturas pequenas e amarelas em forma de cápsulas de pílulas com óculos redondos cinza. Eles têm um ou dois olhos, e suas íris são quase sempre marrons (exceto Bob, que tem um olho verde e outro marrom). Parece não haver outra diferença entre os dois tipos além do número e cor dos olhos e sua altura. Eles não têm narizes discerníveis, mas parecem capazes de cheirar, pois são mostrados cheirando frutas e são afetados pela arma de pum do Dr. Nefário. Eles também são mostrados sem ouvidos, mas podem ouvir e responder a sons. A maioria dos Minions parece careca ou com alguns fios finos de cabelo preto em suas cabeças. Depois de deixar seu país natal, a Suíça, em favor de uma nova vida na América durante o final dos anos 1960, suas roupas consistem em macacões azuis estampados com o logotipo de Gru, luvas de borracha preta, sapatos e óculos de proteção.
Embora mostrados como um pouco distraídos e com traços muito travessos, eles também possuem habilidades de engenharia excepcionais, sendo capazes de projetar e construir naves espaciais e brinquedos para as filhas adotivas de Gru, particularmente a mais nova, Agnes. Em Minions, o longa-metragem de animação de 2015, mostra que eles existem desde o início da vida na Terra. Os minions são biologicamente programados para procurar e servir o mais terrível dos vilões; quando não têm "chefe" para servir, ficam deprimidos e apáticos. Eles também são mostrados como tendo um grau de invulnerabilidade, já que Kevin, Stuart e Bob são capazes de sobreviver a uma câmara de tortura europeia sem ferimentos, mesmo brincando com os dispositivos de tortura. No curta-metragem de 2010 "Banana", os Minions revelam ter um desejo quase incontrolável por frutas, especialmente bananas.

### Idioma
Os minions falam principalmente balbucios incompreensíveis (para o público, mas compreensível para os personagens humanos nos filmes), que é parcialmente derivado de outros idiomas, incluindo francês, inglês, japonês, coreano, italiano, espanhol e alemão. Embora aparentemente sem sentido, o diálogo que soa em inglês é dublado de maneira diferente para cada país (inclusive o Brasil), a fim de tornar os sons um pouco reconhecíveis. Eles têm nomes comuns em inglês, como Dave (um dos primeiros minions conhecidos da franquia), Kevin, Stuart, Bob (o trio principal em Minions and Minions: The Rise of Gru), Mel (o líder dos Minions em Despicable Me 3) e Otto (o quarto minion principal em Minions: The Rise of Gru).